# Standing NATO Maritime Group 1

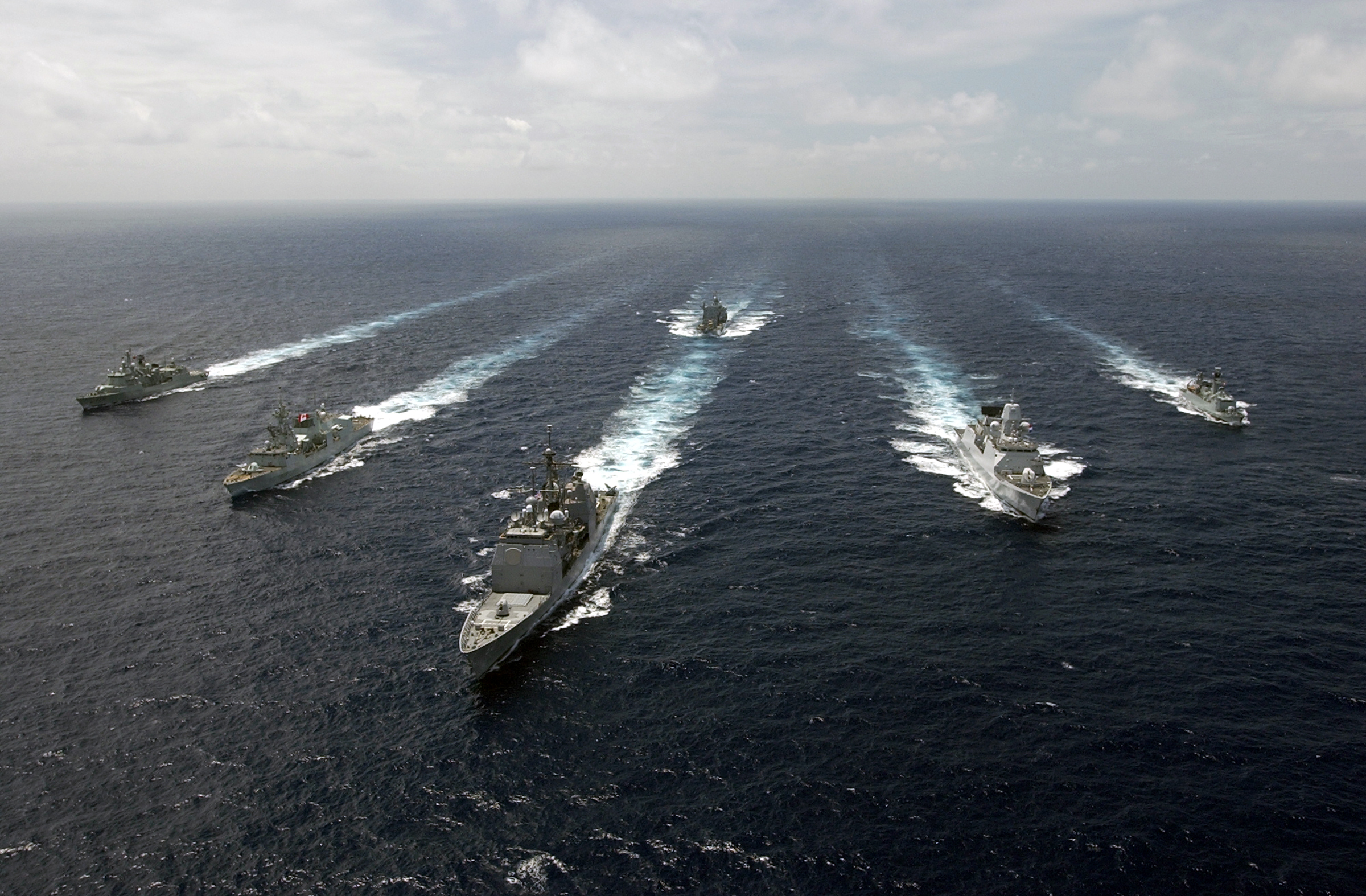
Le SNMG1 le 13 août 2007 en formation. De gauche à droite :,, USS Normandy (CG-60),,.

Le Standing NATO Maritime Group 1 est une force navale multinationale de l'OTAN engagée dans l'opération Active Endeavour en Méditerranée de 2001 à 2009, puis dans l'opération Ocean Shield dans le golfe d'Aden.
Elle a été désignée lors de son activation le 13 janvier 1968 sous le nom de Standing Naval Force Atlantic (STANAVFORLANT) jusqu'au 1er janvier 2005, elle est constituée de quatre à six destroyers et frégates.
Il est un des éléments de la NATO Response Force et dépend du Commandement allié Atlantique de l'OTAN.

## Composition en 2011
- Italie : navire auxiliaire Etna de la classe Etna ;
- Italie : frégate Euro de la classe Maestrale ;
- Espagne : frégate Méndez Núñez de la classe Álvaro de Bazán[2].